# Арачлијски поток
43° 57′ 50″ N 21° 16′ 01″ E / 43.96389° С; 21.26694° И
Арачлијски поток или Ђурђево брдо је једно од најпопуларнијих излетишта у Јагодини. Налази се у јужном делу града, недалеко од градског зоолошког врта.

## Историја
Према тврдњи путописца Феликса Каница, на брду се налазио римски каштел и црквица, коју је по неким изворима, дао саградити деспот Ђурађ Бранковић. Парк Ђурђево брдо познато је и под именом Арачлијски поток. Назив је добило по Атанасију Ивановићу Арачлији (1801—1896). Његов син Стефан Ивановић завештао своје имање, које је било познато под називом Арачлијски поток (на Ђурђевом брду), јагодинској општини. Услов је био да општина сагради јавни парк. Општина је то и урадила 1904. године. На улазу у парк општина је подигла чесму у спомен на Стеву Ивановића и његове родитеље Атанасија и Софију и браћу.